# Максимилијан Његован
Максимилијан Његован (Загреб, 31. октобар 1858 – Загреб, 1. јул 1930) је био велики адмирал Аустроугарске ратне морнарице, српског порекла.

## Биографија
Рођен је 31. октобра 1858. године у Загребу, у српској породици. Породица се ускоро преселила у Госпић, где се две године касније родио његов рођени брат Виктор. У Госпићу је завршио основну школу, а 1873. године уписује Поморску академију у Ријеци и завршава је 1877. године.
Из Пуле је испловио 1878. године и отишао на велико крстарење по латинској и Северној Америци. На пловидбу по Далеком истоку одлази 1897. године.
Од 1898. до 1905. године је био инструктор поморства на Поморској академији у Ријеци.
У чин контраадмирала је унапређен 1911. године, а потом вицеадмирала 1913. године када је водио поморску блокаду Црне Горе у време скадарске кризе.
Априла 1917. године, постао је адмирал о начелник морнаричког одељења Министарства рата. Супротставио је плановима кајзера Вилхелма II и Карла I о инвазији на Венецију.
Након побуде морнара у Котору, фебруара 1918. године, одузета му је команда над флотом, а на његово место је дошао Миклош Хорти. Пензионисан је 1. марта и наставио да живи у Пули.
Након рата је кратко живео у Венецији, а касније се вратио у Загреб, где умире 1. јула 1930. године. Сахрањен је на гробљу Мирогој.

## Одликовања
- Орден Леополда